# Sportklub Plovdiv
Sportklub Plovdiv (Bulgaars: ФК Спортклуб Пловдив) was een voetbalclub uit de Bulgaarse stad Plovdiv. 

## Geschiedenis
De geschiedenis van de club gaat terug tot 1922 toen voorloper Karadzja opgericht werd. In 1923/24 nam de club deel aan het allereerste kampioenschap van de regio Plovdiv en werd kampioen in de tweede klasse. Op 25 juli 1926 fuseerde de club met het twee jaar eerder opgerichte Atletik tot de nieuwe club Sportklub met als clubkleuren rood-zwart-wit. In 1928 verloor de club haar speelveld omdat Bulgarije getroffen werd door een zware aardbeving en het terrein in gebruik werd genomen door inwoners die hun huis verloren hadden. De club bestond nog twee decennia zonder eigen veld te krijgen. 
De club speelde in de schaduw van succesrijkere stadsrivalen. In 1937 werd voor het eerst een nationale competitie voor georganiseerd, waarvoor enkel stadsrivaal Botev zich kwalificeerde. SK kon echter na één seizoen promotie afdwingen, terwijl Botev degradeerde. Het volgende seizoen eindigde de club op de vijfde plaats, met slechts drie punten achterstand op kampioen Slavia Sofia. In 1939/40 werd de club achtste. Door het uitbreken van de Tweede Wereldoorlog en het feit dat clubs buiten de hoofdstad ontevreden waren over het hoge aantal clubs uit de hoofdstad die in de hoogste klasse speelden werd in 1940/41 opnieuw een lokale competitie en eindronde gespeeld. SK plaatste zich en werd uitgeloot tegen Makedonija Skopje, nadat Bulgarije Macedonië ingelijfd had. Makedonija had de heenwedstrijd gewonnen en verloor de terugwedstrijd waardoor er verlengingen gespeeld werden. Nadat de scheidsrechter een speler van Makedonija van het veld stuurde in de achtste minuut van de verlenging verlieten de spelers het veld en werd SK een 0-3 overwinning toegekend. In de tweede ronde verloor de club van ZjSK Sofia. Ook in 1942 plaatste Sportklub zich voor de eindronde. Na een overwinning op Botev Haskovo in de eerste ronde kreeg Makedonija Skopje zijn wraak in de tweede ronde, door met 0-2 te winnen. 
In 1945 fuseerde de club met Partsjevitsj Plovdiv, opgericht in 1923 en werd zo SP 45 Plovdiv, dat in 1949 de naam Lokomotiv zou aannemen. 